# 1976년 쑹판-핑우 지진
1976년 쑹판-핑우 지진(중국어: 1976年松潘平武地震)은 1976년 8월달에 크게 세 차례의 대지진으로 구성된 중국 쓰촨성 쑹판형-핑우현 지역의 군발지진이다. 1984년 지진 보고서에 따르면 현지 시각 기준 8월 16일, 22일, 23일 일어났으며 지진의 규모는 각각 7.2, 6.7, 7.2이다(정확히 무슨 규모를 사용했는지 미표시). 현대 와서는 모멘트 규모 기준 각각 6.9, 6.4, 6.7이며 표면파 규모 기준 7.0, 6.6, 6.7이다. 본진에 앞서 3년간 군발지진이 이어졌다. 그 외에 8월 16일부터 8월 31일까지 규모 M3.0 이상의 여진이 400회 이상 발생했다.
지진이 발생하기 3개월 전에는 지진이 발생할 수 있다는 경보가 발령되었다. 지진으로 쑹판, 핑우, 마오원, 난핑 등 4개 현에서 38명의 사망자가 발생했다. 주택 5천채 이상이 붕괴되고 가축 2,800마리 이상이 폐사했다. 지진은 서쪽으로는 간쑤성 가오타이현까지, 남쪽으로는 윈난성 쿤밍시까지, 북쪽으로는 내몽골 자치구 후허하오터시까지, 동쪽으로는 후난성 창사시까지 느껴졌으며 지진을 느낀 지역은 반경 1,150 km에 달했다. 총 사상자수는 800여명인데 이 중 600여명이 대부분 산사태로 발생한 경상자이다. 쓰촨성 지진국은 이 지진을 "성공적으로 예측"했다는 공로로 1978년 중국 과학기술상을 수상했다. 하지만 당시에는 지진 예측의 오경보 문제가 너무 심했고 1976년 8월 들어선 약 5억명이 지진 걱정으로 실외에서 잤을 것이란 추정이 있으며 쓰촨성 등 중국 서부에서만 1억명 가까이가 실외에서만 생활한 부작용이 있다.

## 같이 보기
- 1976년 지진
- 중국의 지진 목록
- 탕산 지진

## 참고 문헌
- ANSS, 〈Sichuan 1976a: M 6.9 - Sichuan-Gansu border region, China〉, 《Comprehensive Catalog》, U.S. Geological Survey
- ANSS, 〈Sichuan 1976b: M 6.4 - Sichuan-Gansu border region, China〉, 《Comprehensive Catalog》, U.S. Geological Survey
- ANSS, 〈Sichuan 1976c: M 6.7 - Sichuan-Gansu border region, China〉, 《Comprehensive Catalog》, U.S. Geological Survey
- 국제지진센터, 《ISC-EHB Bulletin》, Thatcham, United Kingdom
- 국제지진센터, 《ISC-GEM Global Instrumental Earthquake Catalogue》, Thatcham, United Kingdom
- Jones, L. M.; Han, W.; Hauksson, E.; Jin, A.; Zhang, Y.; Luo, Z. (1984), “Focal mechanisms and aftershock locations of the Songpan earthquakes of August 1976 in Sichuan, China” (PDF), 《Journal of Geophysical Research》 89 (B9): 7697–7707, Bibcode:1984JGR....89.7697J, doi:10.1029/jb089ib09p07697.

- 루시 존스 (2020년 4월 27일).  권예리; 홍태경, 편집. 《재난의 세계사》. 눌와. ISBN 979-11-89074-17-3.